# La Neuville-d'Aumont
Pour les articles homonymes, voir Neuville et Aumont.
La Neuville-d'Aumont est une ancienne commune française située dans le département de l'Oise, en région Hauts-de-France.
Depuis le 1er janvier 2017, La Neuville-d'Aumont est devenue une commune déléguée au sein de la commune nouvelle de La Drenne avec Le Déluge et Ressons-l'Abbaye. 

## Géographie
La Neuville-d'Aumont, petit village de l'Oise situé à 18 km au sud de Beauvais et 10 km au nord de Méru, est composé de deux hameaux : Le Bois-de-Molle, Aumont qui s'ajoutent au chef-lieu, La Neuville-d'Aumont. 

### Communes limitrophes
| Auteuil          | Saint-Sulpice        | Hodenc-l'Évêque       |
|                  | La Neuville-d'Aumont | Le Coudray-sur-Thelle |
| Ressons-l'Abbaye | Le Déluge            |                       |

## Toponymie
Le nom de la localité est attesté sous les formes Nova villa (1230) ; Nova villa d’Osmont (XIIIe) ; Nova villa d’Oomont (XIIIe) ; Nova villa d’Hesmunt (XIIIe) ; Nova villa d’Eaumont (XIIIe) ; de Villanova d’Osmont (vers 1320) ; la Neuville d’Aumont (1375) ; la Neufville d’Omont (XIVe) ; la Neufville d’Aumont (1465) ; Neuville en Beauvoisis (1480).

Le nom Neuville dérive du latin novavilla, ou « nouveau domaine ».
Le village s'est appelé La Neufville-d’Aumont, La Nova Villa et la Nova Villa d’Osmont, en référence au village voisin d'Aumont.

## Histoire
Les origines anciennes du village sont mal connues. C'est le berceau de la Maison d'Aumont. 
On sait qu'un château-fort existait dans le bois des Prés, entre Aumont et La Neuville. Celui-ci fut sans doute détruit à l'époque de la Ligue catholique, et  seuls subsistèrent quelques caves, des puits comblés et les vestiges des fossés. On raconte que les cloches de la Neuville ont été jetées dans l'un des puits dont l'orifice fut longtemps visible au milieu du bois, et qu'on y aurait enfoui quantité d’argenterie et d'objets précieux...
La commune est créée sous la Révolution française. Elle est fugacement intégrée au Coudray-sur-Thelle, de 1827 à 1833.
Au XIXe siècle et au début du XXe siècle existaient un four à chaux au Bois-de-Molle et un moulin à vent sur la commune. On y a fabriqué de la tabletterie et des éventails. Le village comptait un café en 1900.
Les communes du Déluge, de La Neuville-d’Aumont et de Ressons-l’Abbaye envisagent de se regrouper en 2017 pour former une commune nouvelle afin de mutualiser leurs moyens et d’éviter pendant plusieurs années une baisse des dotations de l’État. 
La décision de fusion et de création de La Drenne est prise par arrêté préfectoral du 27 mai 2016 et prend effet le 1er janvier 2017. La Drenne est l'une des trois communes nouvelles créées le 1er janvier 2017 dans l'Oise, avec Bornel (issue de la fusion entre les communes de Bornel, Fosseuse et Anserville) et Saint-Crépin-Ibouvillers (issue de la fusion de Saint-Crépin-Ibouvillers avec Montherlant).

## Politique et administration

L'ancienne communauté de communes du pays de Thelle dans le département de l'Oise.

### Rattachements administratifs et électoraux
L'ancienne commune de La Neuville-d'Aumont se trouvait dans l'arrondissement de Beauvais du département de l'Oise. Pour l'élection des députés, elle faisait partie de la deuxième circonscription de l'Oise.
Elle faisait partie depuis 1801 du canton de Noailles puis a été intégrée, dans le cadre du redécoupage cantonal de 2014 en France, au canton de Chaumont-en-Vexin.

### Intercommunalité
La Neuville-d'Aumont était  membre de la Communauté de communes du pays de Thelle, créée en 1996. Celle-ci a fusionné le 1er janvier 2017 avec la communauté de communes la Ruraloise, formant une nouvelle intercommunalité qui a pris la dénomination provisoire de communauté de communes du Pays de Thelle et Ruraloise.
Toutefois, la commune nouvelle regroupe trois villages qui étaient membres de deux intercommunalités différentes. En conséquence, le conseil municipal de La Drenne décide de se rattacher à la communauté de communes des Sablons.

### Liste des maires
| Période                                  | Période       | Identité                    | Étiquette | Qualité                                                       |
| ---------------------------------------- | ------------- | --------------------------- | --------- | ------------------------------------------------------------- |
| Les données manquantes sont à compléter. |               |                             |           |                                                               |
| nov 1792                                 |               | M. Lanctin                  |           |                                                               |
| an II                                    |               | M. Henocq                   |           |                                                               |
| an II                                    | an VIII       | (municipalité de Canton)    |           |                                                               |
| an IX                                    | 1814          | François Jacques Lanctin    |           | Cultivateur                                                   |
| oct 1811                                 | 1815          | Charles Dupuis              |           |                                                               |
| mai 1815                                 | 1815          | François Jacques Lanctin    |           | Cultivateur                                                   |
| oct 1815                                 | 1816          | Charles Dupuis              |           |                                                               |
| 1816                                     | 1824          | François Jacques Lanctin    |           | Cultivateur                                                   |
| 1824                                     | 1826          | Jacques Henocq              |           |                                                               |
| 1826                                     | 1827          | François Jacques Lanctin    |           | Cultivateur                                                   |
| 1827                                     | 1833          | (Commune supprimée)         |           |                                                               |
| 1833                                     | 1837          | Jean Baptiste Dupuis        |           |                                                               |
| 1837                                     | 1839          | Jean François Dupuis        |           |                                                               |
| 1839 (12j)                               | 1839          | Napoléon Charles Masselin   |           |                                                               |
| 1839                                     | 1847          | Charles Frédéric Lanctin    |           |                                                               |
| 1847                                     | 1860          | Jean François Dupuis        |           |                                                               |
| 1860                                     | 1861          | Napoléon Charles Masselin   |           |                                                               |
| 1861                                     | 1876          | Jacques Honoré Henri Grebet |           | Cultivateur                                                   |
| 1876                                     | 1876          | François Noël Lanctin       |           |                                                               |
| 1876                                     | 1883          | Jacques Honoré Henri Grebet |           | Cultivateur                                                   |
| 1883                                     | 1883          | Jacques Honoré Dozet        |           | propriétaire                                                  |
| 1883                                     |               | Louis Édouard Rausse        |           |                                                               |
| mai 1884                                 | 1885          | Jacques Honoré Henri Grebet |           | Cultivateur                                                   |
| 1885                                     | 1888          | Ernest Alfred Henneguy      |           | maçon                                                         |
| 1888                                     | 1901          | Jacques Honoré Henri Grebet |           | Cultivateur                                                   |
| 1901                                     | 1908          | Louis Charles Porquier      |           | Cultivateur                                                   |
| 1908                                     | 1919          | Charles Poiret              |           | Cultivateur                                                   |
| 1919                                     | 1929          | M. Fournier                 |           |                                                               |
| 1929                                     | 1933          | Henri Masselin              |           | Propriétaire                                                  |
| 1933                                     | 1954          | Aristide Bailly             |           | Boutonnier Tentier                                            |
| 1954                                     | 1959          | Lucien Duval                |           |                                                               |
| 1959                                     | 1961          | Thierry Fourquemin          |           | Cultivateur Démissionnaire                                    |
| 1961                                     | 1965          | Madame Chamson              |           | retraitée                                                     |
| 1965                                     | 2008          | Albert Alluyn               |           | maréchal-forgeron                                             |
| 2008                                     | décembre 2016 | Christian Chorier           | SE        | Retraité de la fonction publique Maire de La Drenne (2017 → ) |

| Période      | Période  | Identité          | Étiquette | Qualité                      |
| ------------ | -------- | ----------------- | --------- | ---------------------------- |
| janvier 2017 | En cours | Christian Chorier | SE        | Maire de La Drenne (2017 → ) |

## Population et société

### Démographie
Évolution démographique
L'évolution du nombre d'habitants est connue à travers les recensements de la population effectués dans la commune depuis 1793. À partir du 1er janvier 2009, les populations légales des communes sont publiées annuellement dans le cadre d'un recensement qui repose désormais sur une collecte d'information annuelle, concernant successivement tous les territoires communaux au cours d'une période de cinq ans. 
Pour les communes de moins de 10 000 habitants, une enquête de recensement portant sur toute la population est réalisée tous les cinq ans, les populations légales des années intermédiaires étant quant à elles estimées par interpolation ou extrapolation. Pour la commune, le premier recensement exhaustif entrant dans le cadre du nouveau dispositif a été réalisé en 2005,.
En 2014, la commune comptait 317 habitants, en évolution de +13,21 % par rapport à 2009 (Oise : +2,14 %, France hors Mayotte : +2,49 %).
| 1793 | 1800 | 1806 | 1821 | 1836 | 1841 | 1846 | 1851 | 1856 |
| ---- | ---- | ---- | ---- | ---- | ---- | ---- | ---- | ---- |
| 165  | 204  | 221  | 169  | 188  | 183  | 187  | 203  | 197  |

| 1861 | 1866 | 1872 | 1876 | 1881 | 1886 | 1891 | 1896 | 1901 |
| ---- | ---- | ---- | ---- | ---- | ---- | ---- | ---- | ---- |
| 198  | 202  | 190  | 174  | 163  | 153  | 143  | 112  | 127  |

| 1906 | 1911 | 1921 | 1926 | 1931 | 1936 | 1946 | 1954 | 1962 |
| ---- | ---- | ---- | ---- | ---- | ---- | ---- | ---- | ---- |
| 132  | 128  | 123  | 111  | 127  | 119  | 123  | 104  | 100  |

| 1968 | 1975 | 1982 | 1990 | 1999 | 2005 | 2010 | 2014 | - |
| ---- | ---- | ---- | ---- | ---- | ---- | ---- | ---- | - |
| 98   | 105  | 119  | 172  | 243  | 263  | 289  | 317  | - |

Pyramide des âges en 2007
La population de la commune est relativement jeune. Le taux de personnes d'un âge supérieur à 60 ans (11,8 %) est en effet inférieur au taux national (21,6 %) et au taux départemental (17,5 %).
À l'instar des répartitions nationale et départementale, la population féminine de la commune est supérieure à la population masculine. Le taux (50,2 %) est du même ordre de grandeur que le taux national (51,6 %).
La répartition de la population de la commune par tranches d'âge est, en 2007, la suivante :
- 49,8 % d’hommes (0 à 14 ans = 26 %, 15 à 29 ans = 13,7 %, 30 à 44 ans = 20,6 %, 45 à 59 ans = 28,2 %, plus de 60 ans = 11,5 %) ;
- 50,2 % de femmes (0 à 14 ans = 20,5 %, 15 à 29 ans = 17,4 %, 30 à 44 ans = 25 %, 45 à 59 ans = 25 %, plus de 60 ans = 12,2 %).

| Hommes | Classe d’âge | Femmes |
| ------ | ------------ | ------ |
| 0,8    | 90 ans ou +  | 0,8    |
| 1,5    | 75 à 89 ans  | 2,3    |
| 9,2    | 60 à 74 ans  | 9,1    |
| 28,2   | 45 à 59 ans  | 25,0   |
| 20,6   | 30 à 44 ans  | 25,0   |
| 13,7   | 15 à 29 ans  | 17,4   |
| 26,0   | 0 à 14 ans   | 20,5   |

| Hommes | Classe d’âge | Femmes |
| ------ | ------------ | ------ |
| 0,2    | 90 ans ou +  | 0,8    |
| 4,5    | 75 à 89 ans  | 7,1    |
| 11,0   | 60 à 74 ans  | 11,5   |
| 21,1   | 45 à 59 ans  | 20,7   |
| 22,0   | 30 à 44 ans  | 21,6   |
| 20,0   | 15 à 29 ans  | 18,5   |
| 21,3   | 0 à 14 ans   | 19,9   |

### Enseignement
La commune accueille une école de deux classes en 2016 (CM1 et CM2), gérée en regroupement pédagogique intercommunal avec Ressons-l’Abbaye, Le Déluge et Le Coudray-sur-Thelle, ainsi qu'une cantine scolaire.

## Économie
En 2016, le village ne compte plus de commerces de proximité. La commune accueille une entreprise de travaux publics, un électricien et un maçon.

## Culture locale et patrimoine

### Lieux et monuments

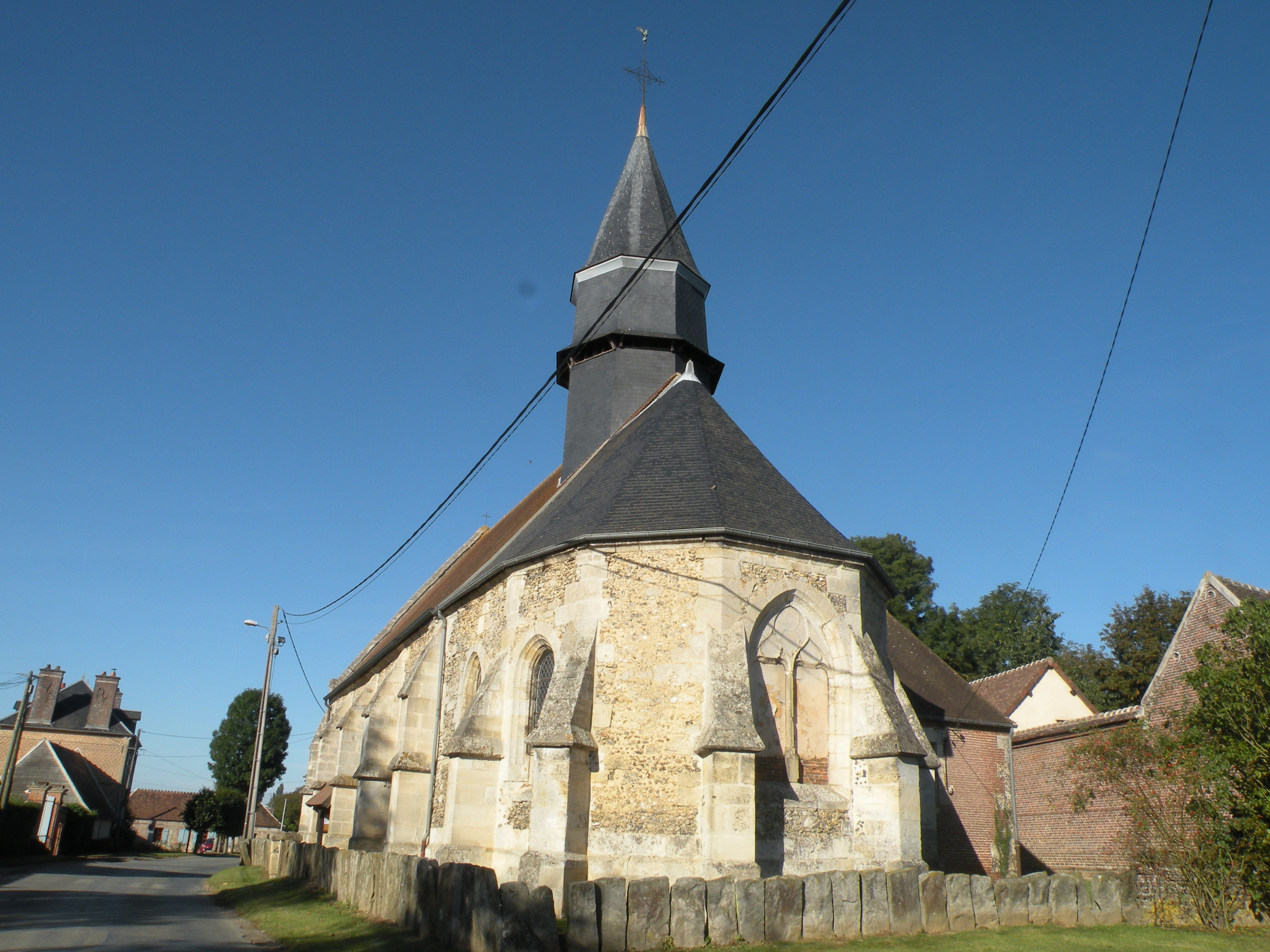
Église Saint-Nicolas.

La Neuville-d'Aumont ne compte qu’un seul monument historique sur son territoire : l'église Saint-Nicolas : C'est un édifice très homogène du XVIe siècle, exception faite d'un pan du mur du sud plus ancien et difficilement datable. 
Bâtie en rognons de silex et en pierre de taille pour les chaînages d'angle et autour des fenêtres, l'église vient d'être restaurée et bénéficie d'un entretien régulier. Elle se compose d'une nef de quatre travées, d'un unique bas-côté au nord, et d'un chœur de deux travées, dont la dernière comporte le chevet à pans coupés. Le clocher octogonal en charpente est assis sur le toit, à l'est de la nef. Le clocher et le chœur sont couverts d'ardoise, et la nef est couverte de tuiles. 
À l'intérieur, elle communique avec le bas-côté par quatre arcades brisées au profil prismatique, qui se fondent dans les piliers cylindriques isolés. Seul le bas-côté et la dernière travée de la nef sont voûtés d'ogives. Les départs des voûtes sont visibles dans les trois premières travées de la nef, mais il est impossible à déterminer si les voûtes ont disparu ou si elles n'ont jamais été construites. Le chœur est recouvert d'une belle charpente. La baie centrale du chevet est la seule à bénéficier d'un remplage, qui est de style gothique flamboyant. Les boiseries du chœur, l'autel et la chaire à prêcher datent du XVIIIe siècle et sont d'une belle facture.
La restauration de l'église s'achève en 2016.
On peut également noter un petit château du XIXe siècle au hameau du Bois-de-Molle.

### Personnalités liées à la commune
Jean-Baptiste Lecat de Bazancourt (1767-1830), militaire français, général des armées de la République et de l'Empire, baron de l'Empire, est né à La Neuville-d'Aumont.